# Asiatech
Asiatech était une officine de développement de moteurs japonaise, connue pour son engagement en Formule 1 lors des saisons 2001 et 2002.
Elle est fondée en 2000 quand un consortium d'investisseurs asiatiques rachète le département Formule 1 de Peugeot Sport.
En 33 Grands Prix, les moteurs Asiatech n'ont permis d'inscrire qu'un total de trois points. Le meilleur résultat de ces moteurs est une cinquième place au Grand Prix d'Australie 2002, obtenue par Mark Webber sur la Minardi PS02, et la meilleure place sur la grille de départ est la treizième position de Jos Verstappen au Grand Prix du Canada 2001 sur l'Arrows A22.

## Historique

### Le rachat du programme en Formule 1 de Peugeot Sport (2000)

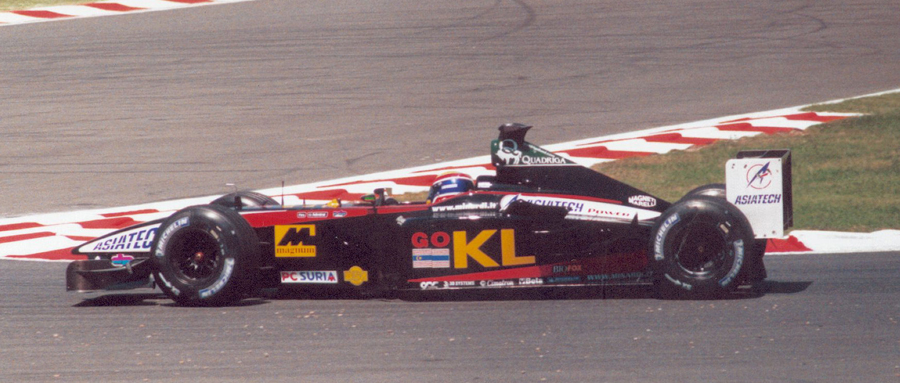
La Minardi PS02 de 2002, à moteur Asiatech.

Le 29 juillet 2000, Peugeot annonce son départ en tant que motoriste à la fin de la saison. Un consortium d'investisseurs asiatiques, emmené par Hideo Morita, l'un des fils du fondateur de Sony, fonde Asiatech en 2001 pour assurer le développement et la maintenance des anciens moteurs de Formule 1 Peugeot A20 qui propulsaient les Prost Grand Prix en 2000. John Gano est nommé président d'Asiatech et Enrique Scalabroni occupe le poste de directeur technique. Morita promet à Gano et Scalabroni de trouver 200 millions de dollars afin qu'Asiatech puisse devenir actionnaire majoritaire d'une écurie de Formule 1. Après la cessation d'activité de l'entreprise française en championnat du monde par manque de résultats dus au fait que le bloc A20 n'est pas réputé pour sa fiabilité et souffre de problèmes de fissuration des blocs et de la culasse, Asiatech motorise  Arrows pour les deux prochaines saisons.

### Asiatech comme motoriste d'Arrows puis de Minardi (2001-2002)
En 2001, les Arrows Asiatech s'avèrent moins performantes que prévu puisque Jos Verstappen et Enrique Bernoldi se qualifient en fond de grille et Verstappen n'a marqué qu'un seul point. Cela pousse Tom Walkinshaw, le directeur d'Arrows, d'envisager de dénoncer le contrat le liant à Asiatech. Arrows décide de mettre fin au contrat avec Asiatech pour choisir les moteurs Ford-Cosworth,. En septembre, Minardi annonce qu'Asitech va les fournir en moteurs la saison prochaine.
Les moteurs Asiatech ont pris le départ de 33 Grands Prix en deux saisons de Formule 1 (2001 et 2002) mais ils n'ont permis d'inscrire qu'un total de trois points. Le meilleur résultat de ces moteurs est une cinquième place au Grand Prix d'Australie 2002, obtenue par Mark Webber sur la Minardi PS02, et la meilleure place sur la grille de départ est la treizième position de Jos Verstappen au Grand Prix du Canada 2001 sur l'Arrows A22
L'entreprise, faute de résultats et de moyens pour poursuivre le développement d'un moteur créé plusieurs années auparavant et ne pouvant plus rivaliser avec la concurrence, quitte la Formule 1 à la fin de la saison 2002 malgré un contrat de fourniture pour Arrows pour la saison 2003.
Le motoriste présente à Monza une monoplace aux couleurs d'Asiatech pour attirer des capitaux, sans résultat. Asiatech, dans un communiqué de presse du 5 novembre 2002, annonce sa décision de cesser son activité de motoriste et la fermeture de son établissement de Vélizy depuis la fin octobre. Une grande partie du personnel de l’ancienne équipe de Peugeot Sport F1 est réintégrée dans les départements techniques du constructeur, certains chez Peugeot Sport et d'autres chez Renault Sport, Mecachrome, Toyota F1 Team et Citroën Sport.
La mise en liquidation judiciaire de la société est conclue mi-février 2003 par la vente aux enchères de l'ensemble du matériel subsistant, notamment plusieurs moteurs et des bancs d'essais de puissance,. La société mère, Asia Motor Technologies France, est radiée le 18 novembre 2010.

## Moteurs

### Asiatech 001
- Moteur conçu par Peugeot Sport sous le nom Peugeot A20.
- Moteur engagé sous le nom Asiatech en 2001.
- 10 cylindres en V à 72°.
- Cylindrée : 2 998 cm3.
- Régime moteur : 17 500 tr/min.
- Puissance estimée : 800 ch.

### Asiatech AT02
- Moteur engagé en 2002.
- 10 cylindres en V à 72°.
- Cylindrée : 2 998 cm3.
- Régime moteur : 17 500 tr/min.
- Puissance estimée : 800 ch.

## Écuries ayant couru avec un moteur Asiatech
- Arrows : 2001
- Scuderia Minardi : 2002